# Carl Erik Fogelvik

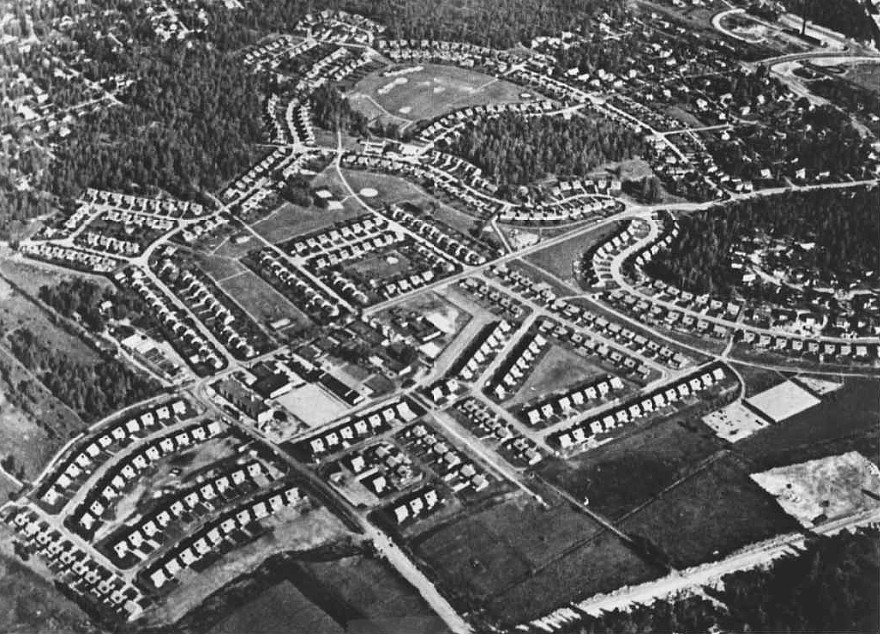
Ella gårds kedjehusbebyggelse, 1968.

Carl Erik Fogelvik, född 1920 i Luleå, död 2010 i Vallentuna, var en svensk arkitekt.

## Biografi

### Utlandsuppdrag
På 1950-talets början var Fogelvik verksam i Luleå och etablerade sedan ett mindre arkitektkontor i Stockholm. Hans yrkesbana växlade mellan längre och kortare perioder i och utanför Sverige. Resorna förde honom till Afrika, Asien och Latinamerika. På 1950- och 1960-talen verkade han som biståndsarkitekt i Etiopien. På uppdrag av biståndsorganen SIDA och NIB var han lärare vid den av Sverige finansierade Byggnadstekniska skolan i Addis Abeba. Där utvecklade han olika metoder för uppförande av skolor, från enkla system i lerteknik till industriell produktion. Av FN anlitades han i samband med återuppbyggnaden efter jordbävningen i Ancash 1970. Därefter verkade han i Iran där han ansvarade för ett landsomfattande, av Världsbanken finansierat, skolbyggnadsprogram.

### Sverigeuppdrag
År 1958 bildade Fogelvik tillsammans med Bertil Falck, Gunnar Nordström och Erik Smas arkitektkontoret FFNS vars namn är en sammandragning av grundarnas efternamn. På 1990-talet var FFNS ett av Sveriges största arkitektkontor med över 550 medarbetare på ett 20-tal orter och utgjorde senare grunden till konsultföretaget Sweco. Bland Fogelviks arbeten märks småhusområdet Ella gård i Täby kommun som han ritade tillsammans med Falck och uppfördes mellan 1955 och 1970. Ella gård, med sina 500 kedjehus, blev ett uppmärksammat lågkostnadsalternativ till villaboende och räknas idag till en god representant för efterkrigstidens folkhemsarkitektur. I Stockholmsförorten Hägersten ritade han flera radhusområden mellan 1967 och 1971. I centrala Stockholm märks SIF-huset som han ritade tillsammans med Hans Birkholz och invigdes 1985.

## Verk i Sverige (urval)
- Ella gård (1955-1970), Täby.

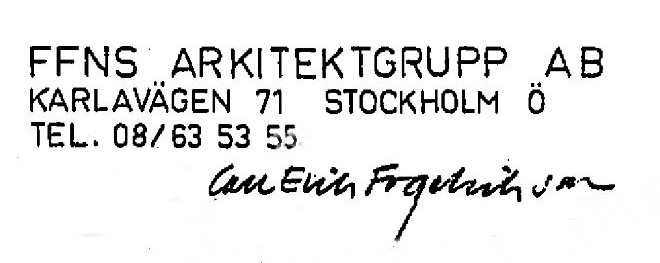
Carl Erik Fogelviks namnteckning, 1968

- Bostadshus i kvarteret Stråhatten (1956-1958), Stockholm, Fruängen.
- Radhushuslänga i kvarteret Fregattkaptenen (1959-1960), Stockholm, Hägersten.
- Punkthus i kvarteret Krustången (1956-1957), Stockholm, Fruängen.
- Bostadshus i kvarteret Gropen (1957-1970), Stockholm, Södermalm.
- Radhusområdet i kvarteren Joakim, Babylon och Fader hök (1967-1971), Stockholm, Hägersten.
- Radhusområdet i kvarteren Markurell och Ormens pigor (1967-1971), Stockholm, Hägersten.
- SIF-huset (1985), Stockholm.

## Bilder (urval)

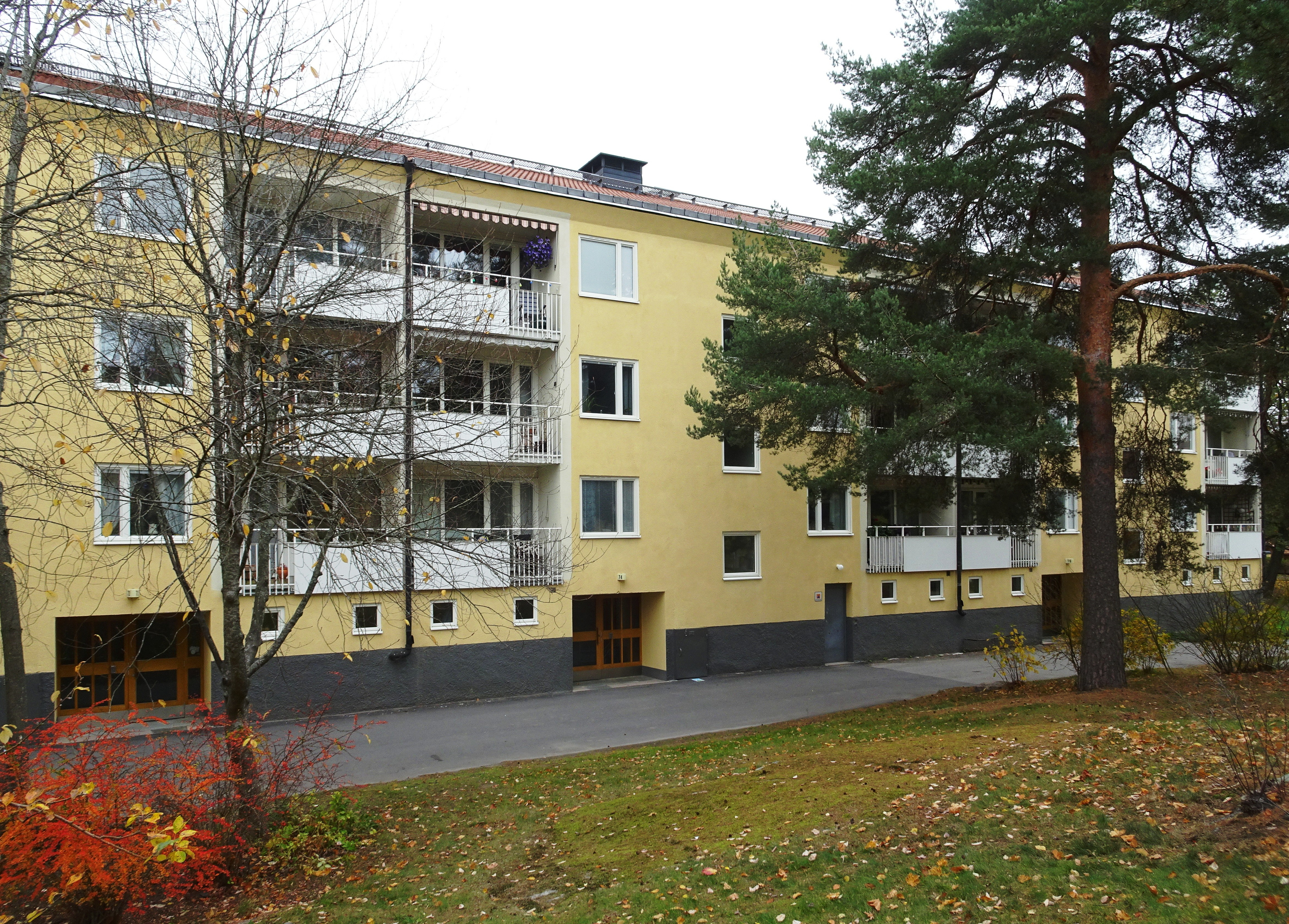
Elsa Borgs gatan 72-76, Fruängen.
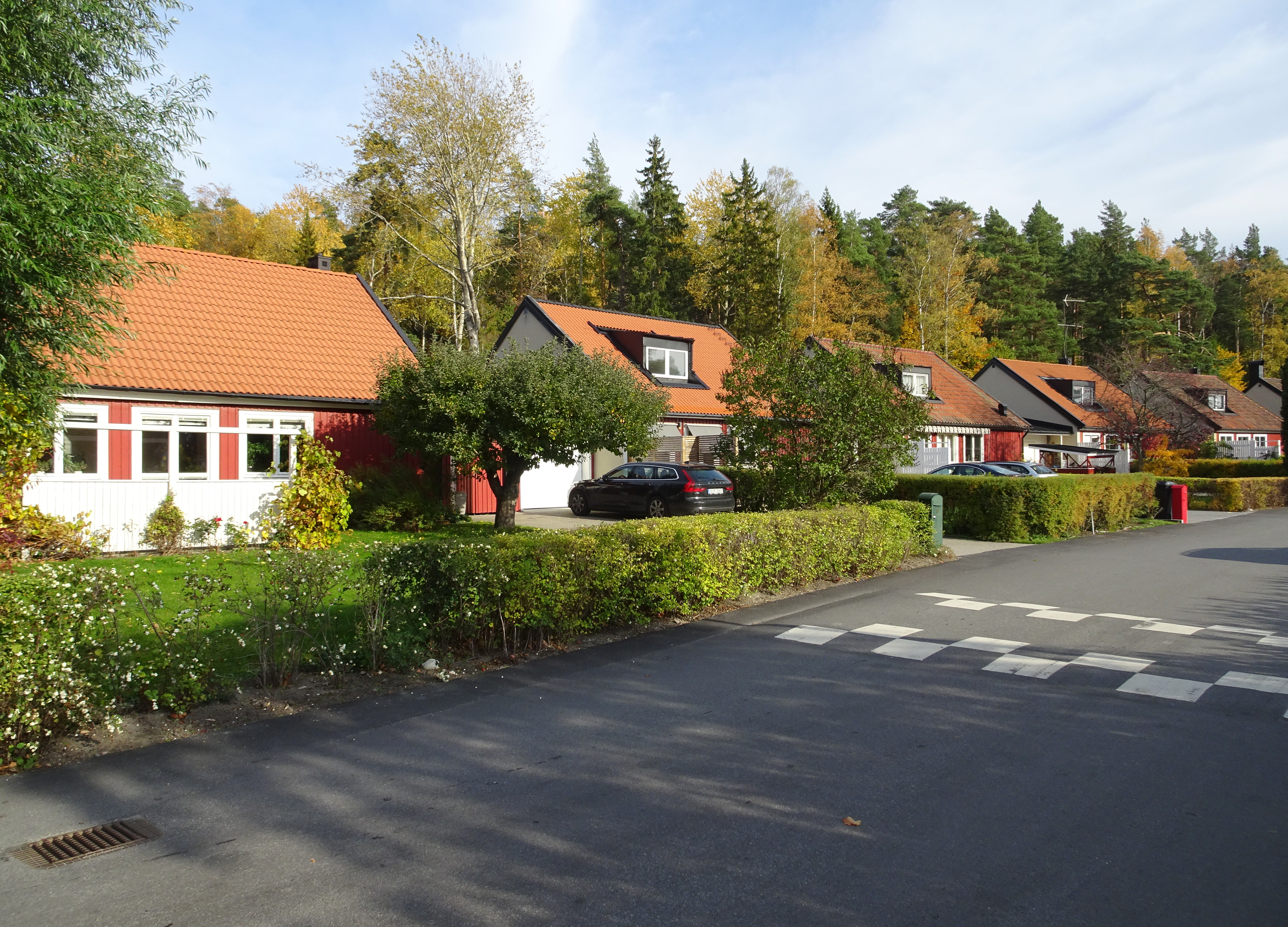
Skiftesvägen, Ella gård.
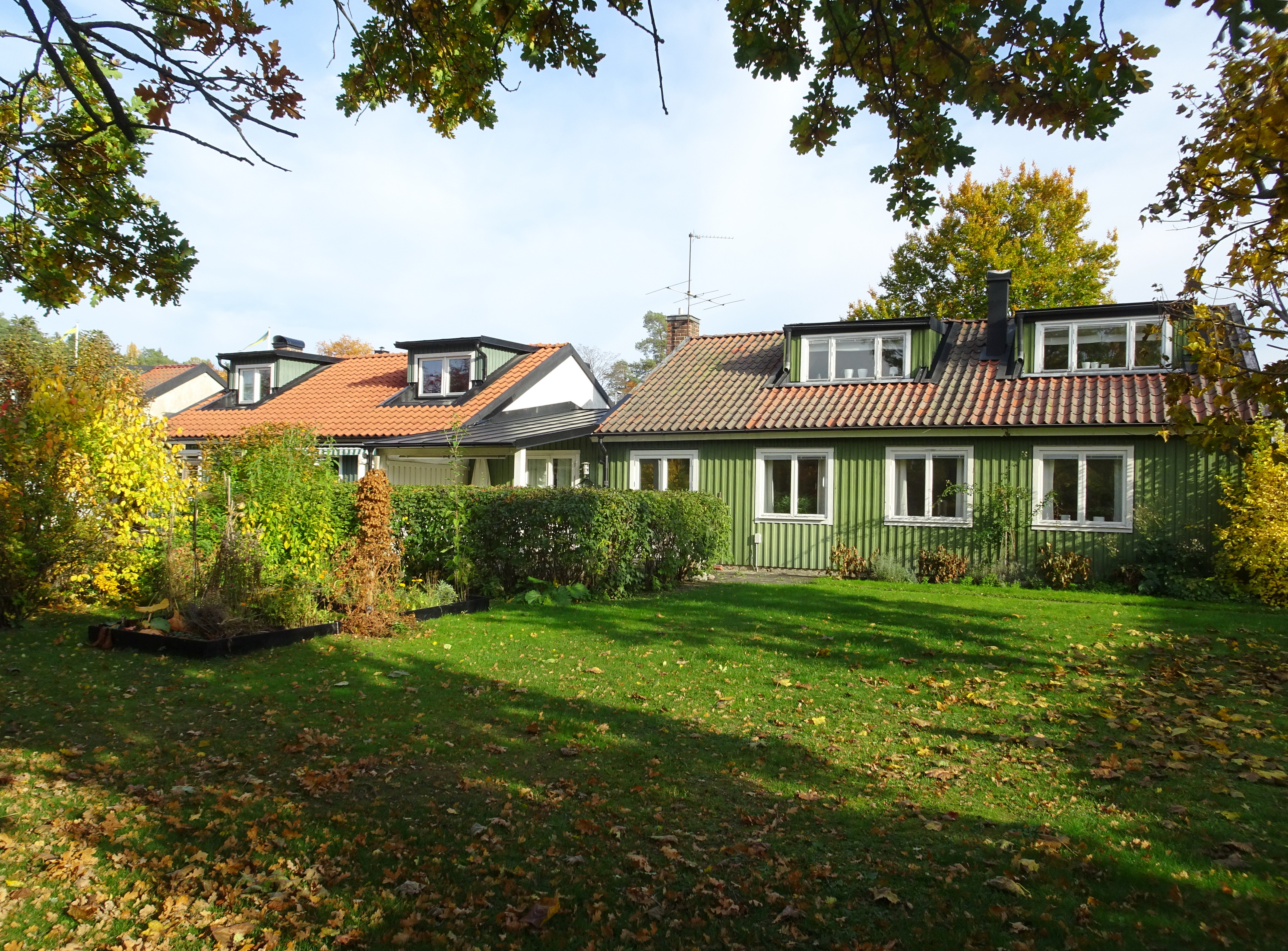
Polovägen, Ella gård.
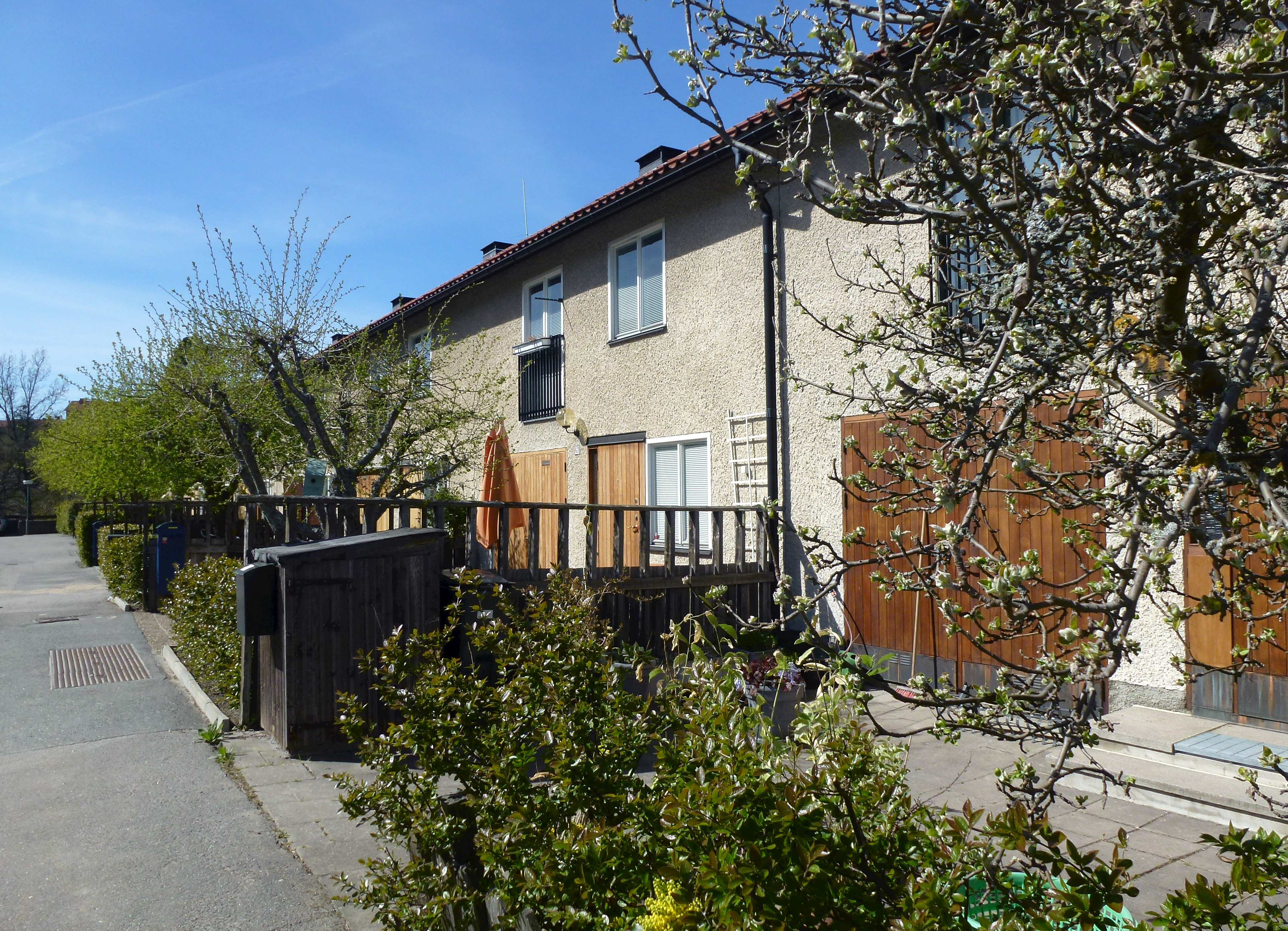
Hägerstensbrinkens radhusområde.
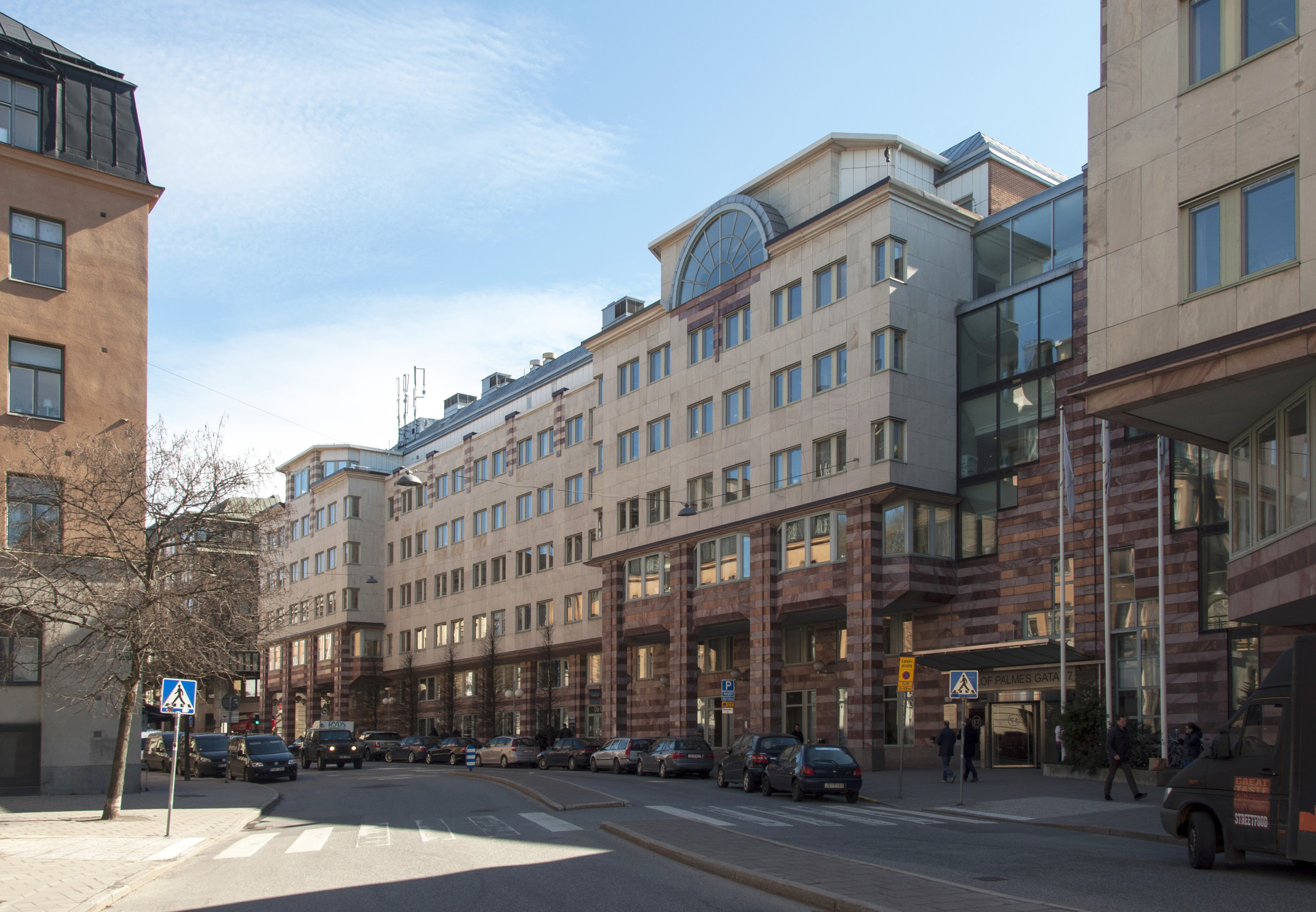
SIF-huset, Olof Palmes gata.